# Club Deportivo Capiatá
Club Deportivo Capiatá é um clube de futebol paraguaio radicado na cidade de Capiatá. Fundado em 4 de setembro de 2008, manda seus jogos no Estádio Erico Galeano Segovia e desde 2022 disputa a Primera División B Metropolitana, a terceira divisão do futebol paraguaio.
Originalmente fundado após a união de clubes da Liga Capiateña de Fútbol, competiu pela primeira vez em 2008 na División Intermedia, equivalente a terceira divisão do Campeonato Paraguaio. Em 2012 finalizou essa competição em segundo lugar, atrás apenas do General Díaz e garantiu a promoção a divisão principal pela primeira vez em sua história. No ano seguinte obteve qualificação para sua primeira competição internacional, disputando a Copa Sul-Americana de 2014. O time eliminou o clube uruguaio Danubio na primeira fase, e o clube venezuelano Caracas, na segunda. O time foi eliminado, nos pênaltis, pelo clube argentino Boca Juniors nas oitavas de final.

## Historia

### Início
O Club Deportivo Capiatá ficou em segundo lugar no Campeonato Nacional Interliga 2007-2008, com essa posição subira para a segunda divisão Paraguaia. Subiu para a primeira divisão na temporada 2013, uma incrível ascensão para o clube fundado em 2008.

### Primeira Divisão, Copa Sul Americana e recordes
O clube ganhou a promoção para a primeira divisão do futebol paraguaio como vice campeão da segunda divisão, com 55 pontos e uma campanha de 16 vitórias, 7 empates e apenas 6 derrotas..
Com a promoção, o clube se tornou a sétima equipe diretamente promovida das ligas regionais dentro do país que chegou a primeiro divisão.
Já na primeira divisão, sua primeira temporada foi muito boa, obtendo o quinto lugar no acumulado do ano e em terceiro lugar no Clausura 2013.
Com essa colocação se classificou para a disputa da Copa Sul americana 2014, na competição realizou uma façanha igualada somente pelo Club Olimpia em 1995 pela Supercopa, venceu o Boca Juniors em plena La Bombonera.
Na temporada 2017 participou de sua primeira Copa Libertadores da América, sendo eliminado pelo Atlético Paranaense (BRA) na terceira fase da competição.

## Participações internacionais
- Copa Sulamericana (1): 2014 (oitavas de final)
- Copa Libertadores (1): 2017 (terceira fase preliminar)

## Elenco
Última atualização: 19 de agosto de 2020.
Legenda
- : Capitão
- : Jogador lesionado/contundido

## Uniforme
As cores são baseadas na bandeira da cidade. Mas muitas pessoas se relacionam o uniforme com o clube argentino Rosario Central, porque tem as mesmas cores e escudos das duas equipas são muito semelhantes.
- Uniforme titular: Camisa azul e faixas verticais amarelas, calções azuis e meias amarelas.

- Uniforme reserva: Camisa branca, calções branco e meias brancas.

## Estádio
Ele está localizado na região central de Capiatá e tem uma capacidade de 15.000 espectadores.

## Títulos

### Torneios nacionais
| Campeonatos nacionais oficiais              | Campeonatos nacionais oficiais | Campeonatos nacionais oficiais |
| Competição                                  | Títulos                        | vice campeões                  |
| ------------------------------------------- | ------------------------------ | ------------------------------ |
| Segunda Divisão                             |                                | 2012                           |
| Campeonato Nacional Interligas (3° Divisão) |                                | 2007/08                        |